# Micromaldane bispinosa
Micromaldane bispinosa är en ringmaskart som beskrevs av Hartmann-Schröder 1960. Micromaldane bispinosa ingår i släktet Micromaldane och familjen Maldanidae. Inga underarter finns listade i Catalogue of Life.